# القائد العام لجيش الولايات المتحدة
القائد العام لجيش الولايات المتحدة (بالإنجليزية: Commanding General of the United States Army)‏ كان هذا مسمى القائد الأعلى لجيش الولايات المتحدة حتى سنة 1903، بتقديم منصب رئيس أركان جيش الولايات المتحدة.

## القائد العام
هذا مثال على آخر مجموعة قادة يحملون هذا اللقب :
|     | الاسم                            | الصورة | من             | إلى             | ملاحظات |
| --- | -------------------------------- | ------ | -------------- | --------------- | ------- |
| 1.  | اللواء جاكوب براون               |        | يونيو 1821     | فبراير 24, 1828 |         |
| 2.  | اللواء الكسندر ماكومب            |        | مايو 29, 1828  | يونيو 25, 1841  |         |
| 3.  | الفريق وينفيلد سكوت              |        | يوليو 5, 1841  | نوفمبر 1, 1861  |         |
| 4.  | اللواء جورج برينتون ماكليلان     |        | نوفمبر 1, 1861 | مارس 11, 1862   | [ 1 ]   |
| 5.  | اللواء هنري هاليك                |        | يوليو 23, 1862 | مارس 9, 1864    |         |
| 6.  | الفريق أول يوليسيس إس غرانت      |        | مارس 9, 1864   | مارس 4, 1869    |         |
| 7.  | الفريق أول ويليام تيكومسه شيرمان |        | مارس 8, 1869   | نوفمبر 1, 1883  |         |
| 8.  | الفريق أول فيليب شيريدان         |        | نوفمبر 1, 1883 | أغسطس 5, 1888   |         |
| 9.  | الفريق جون سكوفيلد               |        | أغسطس 14, 1888 | سبتمبر 29, 1895 |         |
| 10. | الفريق نيلسون أبليتون مايلز      |        | أكتوبر 5, 1895 | أغسطس 8, 1903   |         |